# Second Life
Second Life (SL) is een virtuele wereld. Het werd op 23 juni 2003 gelanceerd door Linden Lab voor Linux, macOS en Windows.

## Achtergrond
Second Life is een virtuele driedimensionale MMORPG waarin de gebruiker zich door middel van een avatar beweegt. Het concept van deze virtuele wereld vertoont verwantschap met het metaverse in de sciencefictionroman Snow Crash van Neal Stephenson uit 1992, maar de bedenker Philip Rosedale / Philip Linden had naar eigen zeggen al langer plannen in deze richting.

### Viewers
De wereld is te ervaren met een viewer (een Second Life-browser die lokaal geïnstalleerd wordt). Omdat de broncode open source is, bestaan naast de officiële interface verschillende alternatieve viewers. Tot de bekendste alternatieve viewers behoren Firestorm, Imprudence, Cool VL en Singularity. Gebruikers kunnen hun blikveld met behulp van hun camera tot op zekere hoogte vrij bewegen, onafhankelijk van het standpunt van hun avatar.

### Door gebruikers gemaakte content
De gebruiker kan zelf het uiterlijk van zijn avatar aanpassen en huizen, meubels, voertuigen of andere zaken naar eigen voorkeur vormgeven. Iedere gebruiker heeft een inventaris bestaande uit een standaard bibliotheek van vrij beschikbare planten, bomen en kleding en daarnaast persoonlijke mappen voor het bewaren van giften, aankopen en eigen creaties.
Alle zelfvervaardigde producten zoals meshes, primobjecten, sculptmaps, scripts, geluiden, gestures, animaties en texturen blijven het intellectuele eigendom van de makers, mits deze aan geldende regels omtrent copyright en betamelijkheid voldoen. Een permissiesysteem geeft de gebruikers de mogelijkheid hun producten ten opzichte van andere gebruikers geheel te beschermen of vrij te geven voor aanpassingen, kopiëren en ondelinge overdracht. Linden Lab heeft in september 2013 aan de terms of service een clausule toegevoegd waardoor het bedrijf volmacht verkrijgt alle user-generated content naar eigen inzicht te kunnen gebruiken.

### Interrealiteit
Second Life wordt vaak aangeduid als een 'spel' maar niet alle deelnemers zijn het daarmee eens; er is geen specifiek doel te bereiken. Iedere gebruiker bepaalt zelf zijn activiteiten. Een veel gehoorde uitspraak is: "have fun". Wat betreft Second Life zou men kunnen spreken van een interrealiteit, ofwel de vermenging van de werkelijke wereld en een virtuele wereld. Men spreekt in het Engels van een immersive environment, dat wil zeggen: een omgeving waarin men helemaal 'ondergedompeld' wordt. Een speciale physics-generator simuleert zaken als zwaartekracht, windsnelheid en botsingen. Een dag- en nacht cyclus duurt vier uur. Als systeemtijd wordt in heel Second Life de Pacific Standard Time gebruikt.

### Avatars en minigames
Avatars kunnen hun eigen lifestyle uitkiezen en zich eventueel aansluiten bij een van de diverse subculturen zoals gothic, neko, mode, uitgaan, bdsm, Gor, fantasy en steampunk.
De gebruiker kan kiezen voor een volledig menselijke avatar of voor een zogenaamde furry, tiny, fabeldier, zeemeermin / meerman, superheld of mengvormen daarvan. Avatars die vaak hun verschijningsvorm veranderen worden shapeshifters genoemd.
Binnen het metaverse van Second Life bestaan er minigames: groepen en regio's die met eigen spelregels een toegevoegd wedstrijdelement binnenbrengen. Zo vindt men er bijvoorbeeld meerdere soorten combat sims, het rollenspel tiny empires, clans van vampieren, speurtochten, koopjesjachten, fish hunts, fotosafari's en bouwwedstrijden.

### Verplaatsing
Binnen de grid kunnen avatars zich verplaatsen door te lopen, te vliegen of zwemmen maar ook door zich te (laten) teleporteren naar een andere locatie. Locaties worden aangegeven met behulp van landmarks die bestaan uit een regionaam en drie coördinaten. Voor teleporteren vanaf weblogs worden Second Life URL's (SLurl) gebruikt die een webpagina met de wereldkaart openen met een link naar de betreffende locatie. Inworld kan de gebruiker dan op de landmark klikken om ernaartoe te gaan.

### Communicatie
Avatars kunnen onderling communiceren met behulp van tekstchat, voicechat en instant messaging. Ook kunnen ze elkaar objecten, afbeeldingen of notecards sturen. Zij kunnen lid worden van maximaal 42 groepen die bepaalde privileges verlenen of informatie over events verzenden. Landeigenaren kunnen op hun perceel de webradiostream instellen en YouTube of andere video's vertonen. Avatars kunnen elkaar hun visitekaartje geven of elkaar toevoegen aan hun vriendenlijst. Iedere avatar heeft een profielpagina met plaats voor openbare statements, foto's, ambities, weblink, favoriete plekken, real life-info en persoonlijke notities. Ongewenste contacten kunnen vermeden worden door uitingen van bepaalde avatars te blokkeren en hen eventueel ook van bepaalde percelen te verbannen.

### Aantallen residents
De avatars van SL worden in het Engels residents genoemd. Second Life heeft meer dan 20 miljoen geregistreerde gebruikers (augustus 2010). Het komt uiteraard voor dat mensen zich (aangelokt door de media-aandacht) inschrijven maar na enkele verkenningen niet meer terugkeren.
Een gebruiker kan successievelijk of gelijktijdig meerdere avatars bespelen. Een account kan kosteloos gemaakt worden, maar heeft dan wel beperkingen. Voor $ 9,95 per maand kan een premium account worden aangeschaft, de gebruiker krijgt hiervoor een eigen Linden Home; een van de gestandaardiseerde huizen op een perceel van 512 m², en een stipendium van L$ 300 per week. Ook kan de gebruiker dan aanspraak maken op technische ondersteuning door middel van telefoonsupport of een chatsessie met de helpdesk.
Een getal dat meer zegt over het daadwerkelijke aantal residents dan het totale aantal aanmeldingen door de jaren heen, is het aantal avatars dat de voorgaande zestig dagen actief is geweest. Dat is gemiddeld ongeveer 1,4 miljoen. Over het algemeen bevinden zich tussen de 50.000 en 80.000 residents tegelijkertijd in Second Life (mei 2009).
Linden Lab vraagt iedere gebruiker regelmatig om opnieuw akkoord te gaan met haar leveringsvoorwaarden (Terms of Service) waarin naast gedragsregels voor de gebruikers ook vrijwaringsclausules zijn opgenomen, die het bedrijf in staat stellen naar eigen inzicht producten al dan niet te leveren of de vorm van haar dienstverlening te veranderen.

## Virtuele economie
Second Life onderscheidt zich van andere virtuele werelden omdat er een virtuele economie heerst en omdat er echt geld in omgaat. Deze economie is door de ontwerpers rond Philip Linden zelf opgezet. De bewoners kunnen geld verdienen door spullen te maken en te verkopen aan andere gebruikers, of door diensten te leveren aan andere gebruikers.

### Linden Dollars
De verdiende Linden Dollars (valutasymbool: L$) kunnen worden ingewisseld (verkocht en aangekocht worden) via de Linden Exchange ofwel LindeX op de website van Second Life. 270 Linden Dollar is ongeveer gelijk aan één Amerikaanse dollar, maar de koers fluctueert net als in het echte leven volgens de wetten van vraag en aanbod. Tot medio 2013 bestonden ook virtuele wisselkantoren van onafhankelijke ondernemers waar avatars hun verdiende Linden Dollars op een rekening storten, omwisselen tegen een bepaalde koers, en deze verdiensten vervolgens naar hun (echte) bankrekening laten overmaken.

### Virtueel vastgoed
Tegen maandelijkse betalingen in Amerikaanse dollars aan Linden Lab kunnen gebruikers tiers verwerven (gebruiksrechten voor landvolumes volgens een schaalsysteem).
Er zijn meerdere soorten land:
- Developed (ontwikkeld) land, waarop door de vorige bewoners of door Linden Lab zelf al is gewerkt of gebouwd (ook wel themed genoemd, land met een vooraf erop gebouwd thema)
- Undeveloped (onontgonnen) land dat nog geheel leeg, woest en onbebouwd is.

### Eigenschappen van land
Land dat is uitgegeven door Linden Lab als mainland is ofwel te koop, ofwel 'onderhoudsland' van Linden Lab. Er zijn daarnaast ook particuliere sims of eilanden (private regions of private islands) te koop die tegen betaling speciaal voor particulieren kunnen worden aangemaakt door Linden Lab. Sims op het mainland liggen direct naast elkaar en zijn met elkaar verbonden tot grote 'werelddelen'. Private eilanden liggen geïsoleerd of in kleine clusters in het grid.
Per perceel kan ingesteld worden welk soort activiteiten er plaatsvindt. Zo is er algemeen toegankelijk land en restrictief toegankelijk adult land. Eigenaars kunnen het terrein van hun land binnen bepaalde marges omvormen door middel van terraforming, zoals verhogen en verlagen, kuilen of heuvels aanleggen en weer platter maken.
Per stuk land kan men permissies instellen voor wie er wel en niet mag komen, een mediastream instellen, de verkoopprijs bepalen, bepalen of men het aan een bepaalde avatar wil verkopen, of men bij verkoop ook de objecten op het land wil mee verkopen, voorwaarden voor huurders instellen, of men er objecten mag rezzen, of men er mag vliegen of men andere avatars kan pushen, of derden er scripts mogen draaien. Als damage is geactiveerd kunnen avatars elkaar met wapens bevechten, met gevolgen voor hun virtuele gezondheid.
Land kan worden opgedeeld in percelen van minimaal 16 m². Naast elkaar liggende kleine percelen kunnen door de eigenaar met elkaar verbonden worden tot een groter geheel. Ieder perceel heeft een maximumcapaciteit wat betreft het aantal prims dat er geplaatst kan worden. Men kan land ook opzeggen en verlaten zonder het te verkopen. Dan spreekt men van abandoned land (waarvan dan Linden Lab dan weer automatisch eigenaar en beheerder wordt).

### Economische statistieken
Binnen Second Life waren er in 2009 ongeveer 64000 bewoners die financieel voordeel behaalden, waaronder slechts 230 die meer dan $ 5000 per maand verdienden. Enkele bewoners zijn in het echt rijk geworden, vooral door in virtueel vastgoed te beleggen. Er bestaan gebruikers en ondernemingen die vele regio's bezitten en deze doorverhuren aan gebruikers.
Het bruto binnenlands product van Second Life bedroeg in september 2006 negen miljoen Amerikaanse dollar.

## Creatie in Second Life

### Prims, sculptmaps, meshes
Voorwerpen kunnen vervaardigd worden door het plaatsen (rezzen) van "prims" (Primitives). Prims zijn de elementaire bouwstenen in Second Life die in allerlei vormen aangepast kunnen worden. De basisvormen zijn: kubus, prisma, piramide, cilinder, halve cilinder, kegel, halve kegel, bol, halve bol, torus, buis en ring.
Sinds 2007 kunnen gebruikers ook sculptmaps uploaden. Deze kunnen gemaakt worden in externe programma's. Sculpties of sculpted prims kunnen voor allerlei organische en geometrische figuren gebruikt worden, zodat complexe structuren gemaakt kunnen worden die relatief weinig prims verbruiken.
Sinds 2011 kan ook mesh of polygon mesh geïmporteerd worden. Dit maakt het mogelijk om buiten Second Life, bijvoorbeeld in 3D Studio Max, of in Blender gedetailleerde objecten te vervaardigen. Door deze te exporteren in het formaat Collada worden ze geschikt gemaakt voor import in Second Life.

### Texturen
Naast de vorm van de prims is voor een goed ontwerp een juiste bekleding van de oppervlakken ofwel textuur van groot belang. Gebruikers kunnen zelf texturen uploaden voor L$ 10 of freebie texturen gebruiken. Ook zijn er vele shops waar texturen verkocht worden. Voorwerpen kunnen overigens ook glanzen, gloeien, lichtgeven particles uitzenden' en van kleur of tint veranderen.
Texturen kunnen ook bewegen om bijvoorbeeld stromend water of vuur te simuleren. Bij een prim kunnen de texturen per gekozen vlak worden aangepast, zowel bij het maken, als eventueel later door een script.
Veel wordt het open source programma GIMP gebruikt om texturen voor te bereiden. Mogelijke bestandsformaten zijn tga, png, jpg en bmp. Texturen voor kleding of voor de huid van een avatar worden aan de hand van speciale templates gemaakt, zodat de textuur past bij het kledingstuk of de vorm van een lichaam in kwestie.
Naast losse texturen die in de inventory van een avatar worden opgeslagen zijn er ook standaardtexturen die in de software zelf zijn ingebouwd om bijvoorbeeld terrein weer te geven. Deze kunnen niet direct door de gebruiker veranderd worden. Avatars kunnen texturen op voorwerpen van anderen niet zomaar veranderen, tenzij de ander toestemming heeft gegeven in de instellingen van de prim of wanneer vrienden elkaar bijzondere permissies hebben gegeven via instellingen in de vriendenlijst. Als texturen niet goed verschijnen kan men ze via een functie in de viewer verversen (rebaken).

### Scripts
Elke prim kan tevens een of meerdere, eventueel zelfgemaakte, scripts bevatten. Deze scripts gebruiken de scripttaal Linden Scripting Language (LSL), die speciaal voor Second Life is ontwikkeld
Voorbeelden van gebruik van scripts:
- eigenschappen van de prim zelf veranderen:
  - de texture, de transparantie, de vorm, lichtgeven, glanzen, gloeien instellen
  - een zitpositie en -rotatie instellen voor de avatar die er op gaat zitten
  - zwevende tekst boven een prim laten verschijnen, particle-effecten programmeren
  - een prim laten bewegen; draaien, zich verplaatsen
- een prim interactief maken met zijn omgeving en de avatars die de prim aanklikken;
  - laten communiceren met andere scripts of met avatars, via chat, instant message of e-mail
  - een notecard, een landmark of de gehele inhoud van de prim uitgeven
  - betaalfuncties en de permissies voor de (huidige of volgende) eigenaar(s) van het object instellen

De scripttaal kent vele commando's, en lijkt qua structuur veel op Javascript en PHP.
Een beperking is dat arrays niet gebruikt worden, en slechts via lijsten gesimuleerd kunnen worden. Een bijkomend probleem waar veel SL-scripters mee van doen hebben, is dat data niet permanent opgeslagen kan worden via een LSL-script. Men kan alleen bestanden (notecards) lezen met behulp van scripts, maar er naar schrijven is onmogelijk. Dit betekent dat settings ofwel hard-coded moeten zijn, ofwel handmatig in configuratiebestanden moeten worden ingetypt.
Scripts kunnen met elkaar communiceren door gebruik te maken van een van de mogelijke chatkanalen die allen verborgen zijn, behalve channel 0 dat als open chat voor iedereen zichtbaar is binnen een omtrek van ongeveer achttien meter rond de 'spreker'. Voor scripters en aspirant scripters zijn er diverse groepen waar men vragen kan stellen en speciale LSL-wiki's, waarvan er een direct vanuit het scriptbewerkingsvenster te raadplegen is.
Een simpel LSL-scriptje waarbij de kleur van een object van rood naar wit verkleurt indien geklikt, ziet er als volgt uit:
```
vector rood = <1,0,0>;
vector wit = <1,1,1>;

default
{
 state_entry()
 {
 llSetColor(rood,ALL_SIDES);
 }
 touch_start(integer total_number)
 {
 llSetColor(wit,ALL_SIDES);
 }
}

```

### Animaties
Animaties en poses voor de avatars in Second Life kunnen gemaakt worden met software als QAvimator, Poser en Blender. Het bestandsformaat voor upload naar Second Life is bvh. Animaties hadden een maximale duur van dertig seconden. Nu is dit zestig seconden. Vele gebruikers gebruiken een animaton overrider (AO) om op hun eigen manier te staan lopen en zitten. Dit is een HUD met animaties en scripts die een aantal extra knoppen voor animaties toevoegt aan de interface. Animaties en scripts worden ook als een posebal aan meubilair als stoelen en banken gekoppeld. Enkele animatie producenten hebben zich helemaal gespecialiseerd in dansanimaties die veelal met motion capture gemaakt worden.

### Particles
Met het particle systeem kunnen prims tijdelijke visuele effecten genereren in de viewer. Dit wordt onder andere gebruikt voor vuurwerk, rook en schittering van juwelen (bling); vaak worden hiervoor kleine, gedeeltelijk transparante beeldbestanden gebruikt die met een frequentie en in een patroon naar keuze uit de prim kunnen ontspringen.

### Fotografie
De SL-viewer geeft de mogelijkheid snapshots te maken, die direct geüpload, naar een vriend verstuurd of gewoon lokaal opgeslagen kunnen worden. De viewer geeft ook de mogelijkheid individueel de grafische kwaliteit, de belichting en de hoedanigheid van wolkenluchten en waterreflecties in te stellen.

### Machinima
Een belangrijke creatief potentieel ligt in het maken van machinima. Dit zijn korte filmpjes die geheel binnen een virtuele wereld worden opgenomen. Deze worden vaak gepubliceerd op websites maar er zijn ook diverse filmfestivals die aandacht aan deze nieuwe kunstvorm besteden. Omtrent het maken van snapshots en machinma hanteert Linden Lab een speciale Snapshot and machinima policy, die filmmakers en fotografen alle vrijheid verleent hun werk elders te publiceren of te vertonen.

## Toeloop

### Kunst en creativiteit
Veel van de gebruikers van Second Life komen uit de creatieve sector. Er bestaat een grote virtuele gemeenschap van kunstenaars en creatievelingen, die in de virtuele wereld relatief eenvoudig nieuwe ontwerpen en kunstwerken kunnen maken. Er ontstaan daardoor nieuwe vormen van driedimensionale kunst, die in de 'echte wereld' natuurkundig niet mogelijk zijn.
Er is een maandelijkse lijst met tentoonstellingen in honderden galeries. De Virtual Artist Alliance organiseert wekelijks fotosafari's. Er zijn verschillende bouwwedstrijden. Het Burning Life festival vond jaarlijks plaats in 22 sims en bood ruimte aan een bont spektakel van bouwers, kunstenaars en musici. Dit vindt op kleinere schaal voortgang in het jaarlijks terugkerende Burn2. Het festival is een virtuele variant van het Burning Man festival in de Black Rock woestijn in Nevada (VS).
Ook zijn er boeken geschreven door deelnemers met hun ervaringen in Second Life, zoals Second Life Love door de Zweed Per Olsen en zijn partner Li Qang Qin uit Singapore. Pamala Clift schreef een handboek voor virtuele relaties waarin ze talloze ervaringen van deelnemers in een betekenisvolle context plaatst.

### Shows van bands en dansgroepen
Al diverse bekende bands hebben opgetreden in Second Life. Zo betraden Duran Duran en een tributeband van U2 in 2006 het podium. Begin 2007 volgde de Nederlandse rockband DI-RECT. Met dit optreden had DI-RECT een wereldprimeur in handen, het was namelijk het eerste liveconcert dat zowel via de televisie als via Second Life tegelijkertijd te volgen was. Tijdens de live-uitzending op de zender TMF waren zowel beelden te zien van DI-RECT in de studio, als van de virtuele avatars die op het podium in Second Life stonden.
De directe vermenging van Real en Second Life bij een liveshow via multibroadcast was te ervaren bij het concert van 16Down in Paradiso Amsterdam, als launch event van DropZone, de eilandengroep van Talpa Digital. De muzikanten stonden op het podium; op het scherm achter hen speelden tegelijkertijd hun avatars en was de audio- en videostream van Fabchannel te zien. In Second Life kon men genieten van de avatars en de rechtstreekse beelden uit Paradiso; daarnaast vond er interactie plaats tussen muzikanten, avatars en bezoekers. Thuisblijvers volgden de vermenging van de beelden uit Paradiso en Second Life via Fabchannel.
Ook solo-muzikanten gebruiken Second Life als een platform om hun vanuit hun woonkamer of studio 'live' gespeelde muziek via het internet aan een internationaal publiek te laten horen.
Evenementen in Second Life zijn gebonden aan een maximumaantal gelijktijdige bezoekers per regio van ongeveer honderd avatars. De aanwezigheid van zoveel avatars in een regio gaat doorgaans gepaard met allerlei complicaties die te wijten zijn aan lag. Desondanks kunnen dansvoorstellingen in populaire danstheters rekenen op een schare van trouwe bezoekers die vaak hun favoriete dansers volgen van theater naar theater.

### Educatie binnen Second Life
Er zijn binnen Second Life diverse organisaties die cursussen geven om vaardigheden te verwerven zoals bouwen en scripten of animaties maken, voorbeelden hiervan zijn de Ivory Tower, library of primitives, de Builders Brewery en het Particle Laboratorium. Een virtuele 'universiteit' is het Rockcliffe University Consortium.
Er wordt vanuit officiële onderwijsinstanties onderzoek gedaan naar het gebruiken van Second Life voor educatieve projecten. Voorbeelden hiervan zijn de universiteit van Idaho die met meerdere regio's vertegenwoordigd is en de University of Western Australia, die onder andere wedstrijden voor beeldhouwers en machinimamakers organiseert. Ook het Goethe-Institut had een eigen regio.

### Musea, kerken, overheid en bedrijfsleven
Meerdere musea, kerken, bedrijven en overheidsinstanties hebben geëxperimenteerd met vestigingen in Second Life. Zo hadden in Nederland onder andere ABN AMRO en Randstad vestigingen geopend, evenals de Openbare Bibliotheek Amsterdam. Voorbeelden van officiële instanties die kantoren of bezoekerscentra openden zijn ook de Europese Unie, de gemeente Zoetermeer, de gemeente Den Haag en de gemeente Enschede. De meeste van deze organisaties zijn in de loop der tijd weer vertrokken. Zoetermeer was de eerste Nederlandse gemeente die zich op Second Life begaf; de gemeente trok 25.000 euro uit voor de aanschaf van een virtueel stuk land en de bouw van een virtueel stadhuis.
Als voorbeelden van regio's met Nederlandse namen in Second Life kunnen genoemd worden: Amsterdam, Rotterdam, Groningen, 0031 Aalsmeer Mediapark, Nederland, Noordzee, Ameland, Texel, Virtulo, Virtual Holland en Zakelijk Nederland maar niet al deze regio's bestaan nog. Een Belgisch initiatief is Bruxelles 3D.

### De politiek in Second Life
Op 3 november 2006 voerden vier Nederlandse politici Bert Bakker (D66), Arda Gerkens (SP), Zsolt Szabó (VVD) en Ad Koppejan (CDA) campagne in SL. Ook in aanloop van de Provinciale Staten verkiezingen in maart 2007 presenteerde D66 in Second Life door een informatiecentrum te openen in het virtuele Dordrecht die als eerste gemeente in Second Life verkiezingsborden plaatste. D66 was de eerste partij die in Second Life verkiezingsposters plakte, gevolgd door GroenLinks en de VVD. Vlaams politicus van spirit Koen T'Sijen is begin 2007 ertoe overgegaan als Koen Theas een politieke chatruimte op Second Life te openen.
Veel kandidaten voor de Franse presidentsverkiezingen van 2007 zoals Ségolène Royal en ook Jean-Marie le Pen hadden kantoren in Second Life geopend. In 2008 tijdens de race naar het Witte Huis, openden ook steeds meer Amerikaanse presidentskandidaten een kantoor in Second Life. De belangrijkste waren Barack Obama, Hillary Clinton en Rudy Giuliani.

## Zones
Er waren in het verleden twee versies van Second Life: een voor volwassenen (vanaf achttien jaar, door insiders vaak the Grid genoemd) en een voor tieners (the Teen Grid). Beide werelden waren strikt gescheiden, voornamelijk ter bescherming van jeugdige gebruikers. Deze zijn eind 2010 samengevoegd. Jeugdigen tot zestien jaar hebben uitsluitend toegang tot het algemene gedeelte aangeduid met General of PG (Parental Guidance). Vanaf zestien jaar mag men ook regio's voor volwassenen betreden, aangeduid met Moderate/Mature. Personen vanaf achttien jaar kunnen eveneens adult regio's bezoeken waar men geconfronteerd kan worden met geweld, naaktheid en seksuele activiteiten. Deze zijn geconcentreerd op het speciaal daarvoor opengestelde 'continent' Zindra, en zijn uitsluitend te bezoeken door avatars van volwassenen.

## Ontwikkelingen
Tot juli 2007 was het avatars toegestaan te gokken en te wedden in Second Life. Het bedrijf Linden Lab gevestigd in het Amerikaanse San Francisco diende echter te voldoen aan de wetten van de Verenigde Staten en daarom werd het virtueel gokken en reclame voor goksites en gokevenementen en het in-world afsluiten van weddenschappen op real world sportevenementen verboden.
Een andere verandering is dat Europese gebruikers tegenwoordig verplicht zijn omzetbelasting (btw) te betalen over aankopen die ze met officieel geld betalen zoals de maandelijkse huur van grond in Second Life. Dit geldt niet voor onderlinge huur, ook al kan die bijvoorbeeld betaald worden via PayPal.
Linden Lab heeft een volgende generatie viewers uitgebracht waarmee onder andere websites interactief op prims zichtbaar gemaakt kunnen worden. De interface van deze nieuwe viewer week sterk af van de eerste. De viewer is steeds in ontwikkeling en is nu voorzien van een flexibele interface, waarbij knoppen naar wens verplaatst of verwijderd kunnen worden. Linden Lab is gestopt met de verdere ontwikkeling van hun eerste viewer. De scripttaal LSL is uitgebreid met mogelijkheden voor pathfinding, die het makkelijk maakt een weg te programmeren die een object zoals een voertuig of een of dier kan volgen.
Het binnenbrengen van website-technologie heeft als bijverschijnsel dat er gemakkelijk koppelingen naar malafide 'fishing' sites geplaatst kunnen worden in groep-chats en intstant messages. Een nadrukkelijke waarschuwing zorgvuldig de url te controleren van elke website waar men verzocht wordt in te loggen is daarom zeker op zijn plaats.
Met project Bento werd het skelet van de avatars uitgebreid met een flink aantal extra 'botten' die gebruikt kunnen worden om gedetailleerdere animaties te maken voor handen, oren, gezichtsuitdrukkingen, vleugels en staarten van mesh-lichamen en hoofden.
Naast Second Life zijn er verschillende andere grids in ontwikkeling, zoals enerzijds compleet afgeschermde business grids en anderzijds diverse open source grids die zich met afwijkende standaards proberen te profileren. Een koppeling van virtuele werelden, waardoor men met één enkel account meerdere werelden kan bezoeken, is anno 2013 in een aantal gevallen gerealiseerd. Een van de vraagstukken daarbij is de adequate bescherming van de intellectuele eigendomsrechten van de deelnemers aan Second Life.

## Websites
Er zijn vele blogs en fotopagina's rondom Second Life met als thema's bijvoorbeeld, speciale events, koopjes, tutorials, machinima of mode. Een van de websites die nieuwe ontwikkelingen in het metaverse signaleert is Designing Worlds. Deze profileert zich met shows die wekelijks aan een live-publiek gepresenteerd worden met een webcast en later opvraagbaar zijn bij Aview.TV en SLartist.com.

## In de media
In de documentairereeks Op een ander (2024) dook VRT-televisiemaker Karine Claassen onder in de bijzondere leefwereld van enkele, aan Second Life verslaafde Vlamingen.